# Список персонажей «Атаки на титанов»
Все персонажи аниме и манги «Атака на титанов» Хадзимэ Исаямы делятся на людей и титанов — расу гигантов неизвестного происхождения, пожирающих людей.

## Главные герои

### Эрен Йегер
Эрен Йегер (яп. エレン・イェーガー Эрэн Иэ:га:) 
Протагонист истории (начиная с финальной арки — главный антагонист). Идеалистический и импульсивный, максималист, который стремится уничтожить титантов и исследовать окружающий мир. Его философия: «Борьба — жизнь, проигрыш — смерть». В 9 лет спас Микасу, девочку, чью семью убили работорговцы. Занял лишь пятое место среди кадетов-выпускников своей группы, так как у него нет особых талантов в области боевых навыков, однако он компенсирует это большим усердием и целеустремлённостью.
Во время битвы в Тросте обнаруживает у себя способность превращаться в 15-метрового гиганта. Вначале главный герой не мог полностью контролировать призванного титана, но после длительных тренировок получил широкий спектр способностей и абсолютный контроль. Когда великан не может больше функционировать, Эрен выходит из задней части шеи титана (слабое место каждого титана), где его тело сливается с позвоночником. Позже открывает в себе способность управлять гигантами, которую называют координатой. Его мать Карла погибла во время падения Сигансины, а его отец Гриша таинственным образом исчез, незадолго до этого оставив Эрену ключ от комнаты в подвале их дома, которую держал на замке и хранящую какой-то секрет.
После освобождения Сигансины в течение четырёх лет в тайне от элдийского правительства встречался с Еленой, от которой узнал о планах Зика Йегера по решению «элдийского вопроса» и после стал сотрудничать. В свою очередь Эрен сообщает Флоку Форстеру о своих намерениях использовать Зика, чтобы получить силу Основателя и убить всех людей за пределами Парадиза. После этого Флок начинает тайно формировать повстанческую армию «йегеристов».
Перед окончанием войны на Ближнем Востоке Эрен отрезал себе ногу и выколол себе один глаз, чтобы проникнуть в армию Марлии в качестве раненого эльдийского солдата.
Со временем Эрен становится хладнокровным, расчётливым человеком. Теперь для достижения целей Эрен больше не брезгует средствами, используя любые доступные методы. Самолично устроил бойню в гетто Либерио, убив при этом как множество членов марлийского командования, так и обычных жителей. Сильно поразил своих товарищей проявленной в бойне жестокостью и безразличием, заставив их засомневаться в их доверии к себе. Косвенно является причиной смерти Саши Браус. Заключил договор с Зиком, вследствие чего предал Парадиз и возглавил «группу возрождения Элдии», в которой состоит Флок, молодые солдаты разведотряда, а также некоторые марлийцы. Подчинив себе силу прародительницы Имир, активировал «Дрожь Земли», древний механизм, призванный уничтожить человечество, дабы отомстить ему за былую ненависть к элдийскому народу. В 138-й главе манги был обезглавлен Микасой. Похоронен на Парадизе.
Дата и место рождения: 30 марта 835 года. Сигансина, Парадиз.
Дата и место смерти: 854 год (19 лет), Марлия.
Сэйю: Юки Кадзи

### Микаса Аккерман
Микаса Аккерман (яп. ミカサ・アッカーマン Микаса Акка:ман) 
Приемная сестра Эрена, главный женский персонаж аниме. Микаса — наполовину азиатка и последняя представительница своей расы. Прежде чем её приняли в семью Йегеров, мать и отец девочки погибли от рук работорговцев, а саму девочку похитили. Тем же вечером Эрен спас Микасу, и они вместе убили похитителей, решивших продать девочку после смерти родителей. Убийство родных родителей Микасы и мамы Эрена оставило неизгладимый след в её душе. В связи с этим инцидентом она очень заботится об Эрене, ходит за ним, как тень, приглядывает и следует за ним всегда, независимо от обстоятельств, не желая терять последнего члена её семьи. Никому не показывает своих эмоций. Заняла первое место среди кадетов-выпускников своей группы, сохраняет самообладание в любой ситуации, считается беспрецедентным гением в плане боевых навыков. Дорожит своим шарфом, который надел на неё Эрен в тот день, когда спас её от работорговцев. В дополнительных главах манги показано, что Микаса вышла замуж за мужчину (лицо которого скрыто) и родила двух детей. Она прожила прекрасную жизнь и умерла в глубокой старости. Названа автором в честь японского корабля. 
Сэйю: Юи Исикава

### Армин Арлерт
Армин Арлерт (яп. アルミン･アルレルト Арумин Арурэруто)
Хотя его стратегическая интуиция неоднократно спасала друзей и команду, он думает, что совершенно некомпетентен и укоряет себя за то, что полагается на других. По солдатским стандартам Армин не обладает высокими физическими способностями, но силен в тактике боя. В 83-й главе находился при смерти, так как пожертвовал собой в битве с Колоссом. В 84-й главе стал титаном благодаря сыворотке, которую ему ввёл капитан Леви. Позже съел Бертольда и вернулся в человеческое обличие. После смерти Ханджи становится 15-м командиром разведывательного отряда. Взорвал титана-прародителя Эрена Йегера в 137-й главе манги. После смерти Эрена в 854 году лишился силы Колоссального-титана и объявил себя убийцей Эрена Йегера. Армин и другие выжившие назначаются дипломатами для мирного переговора между внешним миром и островом Парадиз. В финале произведения состоит в отношениях с Анни Леонхарт, к которой питал романтический интерес, начиная с обучения в кадетском корпусе.
Сэйю: Марина Иноуэ

## Второстепенные персонажи

### Парадиз (Эльдия)

#### Леви Аккерман
Капитан разведывательного отряда, а также командир отряда специального назначения. Известен как «чистоплюй», уважает дисциплину, что делает его неприступным человеком, однако ценит человеческую жизнь, поскольку без отвращения пожимает окровавленную руку погибающего товарища, чтобы успокоить того в последние минуты жизни. После обороны Троста берёт на себя ответственность за Эрена, поскольку, по его словам, он единственный, кто сможет остановить его, если тот снова потеряет контроль. В конце манги остается жить в Марлии. Из-за полученных травм он навсегда прикован к инвалидному креслу, за ним ухаживают Габи и Фалько.
Сэйю: Хироси Камия

#### Жан Кирштайн
- Жан Кирштайн (яп. ジャン・キルシュタイン Дзян Кирусютайн)

Кадет 104-го корпуса, занявший шестое место среди выпускников. Всегда говорит, что думает, несмотря на то, что осознаёт негативные последствия, что и является причиной стычек с Эреном, помимо их сильного различия во взглядах на жизнь, однако парень считается честным человеком. Марко замечает понимание Жаном слабости сотоварищей и, в связи с этим, умение трезво оценивать ситуацию в нужный момент, что делает из него хорошего лидера, однако сам Жан этого не признаёт. Влюблен в Микасу, ревнует её к Эрену. Изначально целится в военную полицию ради собственной выгоды, чего и не скрывал. После второй атаки «колоссального титана» участвует в обороне Троста. Принимает решение вступить в разведывательный отряд. Дальше участвует в 57-й экспедиции, потом в операции в Стохессе, где становится двойником Эрена. После участвует в погоне за Бронированным титаном, где теряет сознание от падения с лошади и чудом выживает, благодаря Армину. Во время охоты военной полиции за разведчиками вновь изображает Эрена, а после участвует в его освобождении. Позже воюет против Бронированного титана. Через четыре года участвует в битве с Эреном Йегером. Обращен в неразумного титана в 138-й главе, но уже в 139-й был обращëн назад. Предположительно именно Жан является мужем Микасы.
Сэйю: Кисё Танияма

#### Криста Ленц
- Криста Ленц (яп. クリスタ・レンズ Курисута Рэндзу)

Кадет 104-го корпуса, занявшая десятое место среди выпускников. Состоит в близких отношениях с Имир. Имеет добрый характер, ставит приоритеты других выше своих, любит помогать окружающим. В боевых действиях в обороне Троста замечена не была. После обучения вступает в разведывательный отряд. Родом из знатной семьи, связанной с религиозной сектой стены, но, как незаконнорожденный ребёнок, была изгнана. В 55-й главе Санес сознаётся в том, что Рэйсс — это настоящий королевский род. После смерти Рода Рейсса становится королевой Элдии.
Настоящее имя — Хистория Рэйсс (яп. ヒストリア・レイス Хисуториа Рэйсу), ранее она скрывала своё реальное имя из-за изгнания и хотела умереть так, чтобы её запомнили. Как представитель знатного рода Рэйсс имеет право распространять информацию о гигантах, но таковой не обладает. В детстве была не нужна никому из своих родственников, даже собственной матери. Единственная, кто поддерживала с ней отношения, была Фрида Рэйсс, которая научила её читать и писать, но постоянно стирала память о себе.
Под влиянием своего отца Рода Рэйсса почти ввела себе сыворотку для превращения в титана и не съела Эрена, чтобы вернуть себе законную силу. Проявила свой настоящий характер, «сбросив» наигранную личину. Впоследствии убивает своего отца, ставшим титаном, на глазах своего народа и становится новой королевой внутри стен. Спустя некоторое время заключает союзы с Восточной империей, а также соглашается вырастить потомство для передачи детям силы Звероподобного. В конце истории у нее рождается дочь.
Сэйю: Сиори Миками

#### Саша Браус
- Саша Браус (яп. サシャ・ブラウス Сася Бураусу)

Кадет 104-го корпуса, занявшая девятое место среди выпускников. В манге о Саше было сказано как о «талантливой, но неспособной к групповой работе». Часто ведёт себя чересчур эксцентрично, бывает неуместно вежлива, крайне щедра и отзывчива. Потребляет много пищи, поскольку выросла в условиях дефицита дичи. Часто ворует еду из столовой или кладовок офицеров. Получила прозвище «Картошка» после небольшого инцидента: в первый день, при поступлении, ела картофель в строю, после чего была отправлена бегать в течение пяти часов и лишена обеда. Родом из горной охотничьей деревни Даупер (южный район стены Роза). Вступает в разведывательный отряд, участвует в 57-й экспедиции, позже разносит известия о проломе стены Роза, в это время спасая девочку от титана, что говорит о её заботе об окружающих, ведь раньше Саша была очень эгоистичной. Участвует в спасении Эрена от съедения отцом Хистории, а также в битве за Сигансину, где получает тяжелое ранение. Однако после битвы выздоравливает. Спустя четыре года, Саша вместе со всеми воюет с Марли, но при отходе на дирижабле получает пулю в живот из винтовки от Габи, которая тайком пробралась на судно. Саша погибает, её хоронят на Парадизе.
Сэйю: Ю Кобаяси

#### Конни Спрингер
- Конни Спрингер (яп. コニー・スプリンガー Конни: Супуринга:)

Кадет 104-го корпуса, занявший восьмое место среди выпускников. Является достаточно эмоциональным и действует стремительно, однако глуповат. В сложных ситуациях старается подбодрить товарищей. Деревни Саши и Конни располагаются в одном районе. После обучения вступает в разведывательный отряд. Конни было трудно принять решение о выборе направления, поэтому он очень нервничал, но всё же выбрал разведку, оставшись с остальными. Принимал участие в обороне Троста. Во время нападения «Звероподобного Титана» вся его деревня (в том числе и его семья) становится неразумными титанами. Дальше участвует во всех операциях разведкорпуса. Стал ненавидеть Эрена, а также обвинял его в смерти Саши. Обращен в неразумного титана в 138-й главе, но уже в 139-й был обращен назад. После смерти Эрена Йегера в 854 году, ему сообщают, что его мать вернулась в человеческий облик.
Сэйю: Хиро Симоно

#### Марко Ботт
- Марко Ботт[5] (яп. マルコ・ボット Маруко Ботто)

Кадет 104-го корпуса, занявший седьмое место среди выпускников, позже становится лидером 19-го отряда во время битвы за стену Роза. Мечтает вступить в военную полицию, поскольку считает честью служить королю. Хорошо относится к Жану и является его лучшим другом. Случайно подслушал разговор Райнера и Бертольда о титанах, после чего был схвачен Райнером. По его приказу Энни сняла с Марко привод, после чего тот был брошен на съедение титанам во время обороны Троста.  Энни подобрала привод Марко для использования в своих целях.  Марко, несмотря на довольно скорую смерть в результате предательских действий, за короткий срок смог уничтожить множество титанов, вступая в бой даже с двумя противниками одновременно, что делало его одним из самых результативных бойцов человечества.
Сэйю: Рёта Осака

#### Ханджи Зоэ
- Ханджи Зоэ (яп. ハンジ ・ゾエ Хандзи Дзоэ)

Майор разведывательного отряда. Занимается исследованием титанов, в связи с этим заинтересована в Эрене Йегере, способном принимать облик титана. Весьма гиперактивна, особенно когда дело касается знаний. Окунаясь в те или иные проекты, не задумывается о собственной безопасности, фокусируясь на документации и наблюдении. Сумела поймать нескольких титанов и провести над ними эксперименты, узнав многое об их биологии. О прошлом ничего неизвестно. Во время битвы за стену Мария потеряла левый глаз из-за взрыва от превращения Колоссального титана. После смерти Эрвина становится командиром разведывательного отряда. В 132-й главе сгорает заживо во время битвы с титанами, отвлекая на себя «Дрожь Земли».
Сэйю: Роми Паку

#### Эрвин Смит
- Эрвин Смит (яп. エルヴィン・スミス Эрувин Сумису)

Также известен как командор Эрвин. Командир разведывательного отряда. Эрвин является глубокомыслящим и уважаемым человеком. Несмотря на заботу о собственных солдатах, способен без колебаний пожертвовать ими ради будущего человечества. В детстве по его вине отец Эрвина был убит военной полицией за то, что тот догадывался о лжи внутри стен. С тех пор у Эрвина появилась мечта - узнать о всех тайнах об этом мире и титанах. Поступает в разведкорпус. Когда Эрвин только стал командором разведывательного отряда, он разработал тактику дальнего обнаружения, благодаря которой разведчики минимизировали потери во время экспедиций. Вербует Эрена в разведотряд, выиграв в суде у военной полиции. Вместе с Ханджи Зоэ разработал план по поимке Женщины-титана, но тот проваливается. В Стохессе Эрвин создает план по задержанию Анни Леонхарт, за что позже отчитывается перед правительством, так как его операция стоила жизней сотен жителей. Во время погони за Бронированным титаном теряет правую руку, но это не помешало ему дальше сражаться и поднимать боевой дух солдат. После этого Эрвина вызывают на аудиенцию к королю и арестовывают за подозрение в организации убийства купца Ривза. В тайне планирует свержение правительства. Будучи на волоске от виселицы, переворот свершается, и Эрвин освобождается. Дальше он командует экспедицией по возвращению стены Мария. Оказавшись зажатым Звероподобным титаном, командор вдохновляет своих солдат отправиться на верную гибель, ради победы над Звероподобным. Эрвин возглавляет отряд самоубийц и получает смертельное ранение от прилетевшего валуна. Оказывается при смерти, но Флок дотаскивает командора и просит вколоть ему сыворотку, вместо обгоревшего Армина, аргументировав это тем, что только дьявол способен победить титанов. Поначалу Леви хотел так и сделать, но Эрвин в последний момент отдёрнул свою руку. Леви решает всё-таки спасти Армина, позволив другу «отдохнуть».
Сэйю: Дайсукэ Оно

#### Петра Рал
- Петра Рал (яп. ペトラ・ラル Пэтора Рару)

Член разведкорпуса, входит в специальный отряд Леви. Душой и сердцем привязана к капитану Леви и его отряду. Была убита Женской особью титана во время 57-й экспедиции.
Сэйю: Нацуки Аикава

#### Оруо Боззард
- Оруо Боззард  (яп. オルオ・ボザド Оруо Бодзадо)

Член разведкорпуса, входит в специальный отряд Леви. Когда Олуо скачет на лошади, то часто прикусывает язык. Был убит Женской особью титана во время 57-й экспедиции.
Сэйю: Синдзи Кавада

#### Эрд Джин
- Эльд Джинн (яп.エルド・ジン Эрудо Дзин)

Член разведкорпуса, входит в специальный отряд Леви. Эльд погиб во время 57-й экспедиции, в сражении с Женской особью титана.
Сэйю: Сусуму Тиба

#### Гюнтер Шульц
- Гюнтер Шульц (яп.グンタ・シュルツ Гунта Сюруцу)

Член разведкорпуса, входит в специальный отряд Леви. Был убит Женской особью титана во время 57-й экспедиции.
Сэйю: Кодзо Мито

#### Мик Захариас
- Мик Захариас  (яп.ミケ・ザカリアス Микэ Дзакариасу)

Майор разведкорпуса. Имеет привычку принюхиваться к людям при знакомстве. Обоняние Мике настолько острое, что он способен заметить приближение титанов гораздо раньше других. По силе Захариас уступает только капитану Леви. Был разорван на части титанами по приказу "Звероподобного".
Сэйю: Кэнта Миякэ

#### Марло Фройденберг
- Марло Фройденберг (яп. マルロ・フロイデンベルク Маруро Фройдэнбэругу)

Член бригады военной полиции в округе Стохесс. Новичок, который работает с Анни Леонхарт и Хитч Дрейс. Проявляет себя как очень порядочный и справедливый человек. В отличие от подавляющего большинства новобранцев в полиции, которые пришли из-за алчных амбиций или по соображениям безопасности, Марло пришёл в полицию по собственной инициативе и только для того, чтобы «совершать правильные поступки». Преследует не только абстрактные цели, но и вполне конкретные: так хочет подняться как можно выше по должностной лестнице и положить конец хищению налогов, а также незаконному присвоению земель высшим чинам. Позже признаёт, что выбрал неверный полк, и неофициально становится членом разведотряда. Погибает в сражении за стену Марию.
Сэйю: Томокадзу Сугита

#### Хитч Дрейс
- Хитч Дрейс (яп.ヒッチ・ドリス Хитти Дорису)

Член бригады военной полиции в округе Стохесс. Выпускница 104-го кадетского набора, но не южного, а северной его дивизиона. Характер у Хитч довольно агрессивный, вследствие чего она не против лишний раз поиздеваться над сослуживцами. По ее собственному утверждению, пошла в полицию из-за лени, а также из-за того, что в верхушке полицейской иерархии царит коррупция, от чего она и хотела поиметь выгоду. Была соседкой Энни Леонхарт и часто задирала её, однако Хитч была обеспокоена её пропажей после битвы в Стохесе. Она винила Эрена Йегера в том, что тот якобы во время битвы в форме гиганта убил её. Позже узнаёт, что именно Анни была Женской особью. Все последующие четыре года навещает Анни.
Сэйю: Акено Ватанамэ

#### Ханнес
- Ханнес (яп. ハンネス Ханнэсу)

Офицер гарнизонной охраны. Когда гиганты атаковали стену Мария, не смог найти мужества сразиться с титаном, чтобы спасти мать Эрена, но он спас Эрена и Микасу, унеся их от развалин дома. Эрен встречается с ним несколько раз до вступления в разведывательный отряд, и каждый раз Ханнес думает о том, как меняется Эрен со временем. Съеден «улыбающимся титаном» — Диной Фриц, тем же титаном, что и мать Эрена.
Сэйю: Кэйдзи Фудзивара

#### Дот Пиксис
- Дот Пиксис  (яп. ドット・ピクシス Дотто Пикусису)

Высокопоставленный офицер гарнизона, отвечающий за городскую защиту. Глава южного округа (включая Трост). В вопросах защиты имеет полную власть. Во время второй битвы за Шиганшину был обращён в титана и убит Армином. По словам Исаямы, прототипом Пиксиса был японский генерал Ёсифуру Акияма.
Сэйю: Масахико Танака

#### Кис Шадис
- Кис Шадис (яп.キース・シャーディス Ки:с Ся:дису)

Главный инструктор 104-го кадетского корпуса. Строг и груб, чем вызывает у подчинённых чувство страха. В прошлом — главнокомандующий разведывательного отряда, был в командовании на момент падения «Стены Марии». Всю свою жизнь любил Карлу Йегер. Погибает во время боя с Йегеристами за Порт-Парадиз вместе с Магатом.
Сэйю: Цугуо Могами

#### Род Рэйсс
- Род Рэйсс (яп. ロッド・レイス Роддо Рэйсу)

Единственный выживший из королевского рода, который руководил за спинами другим. Имел 5 законнорожденных детей, а после измены с прислугой родилась Хистория. Всегда был слишком труслив, чтобы принять силу титанов, из-за чего возложил эти обязанности сначала на брата Ури, затем на старшую дочь Фриду, а после и на Хисторию. В конце концов сам принимает сыворотку титанов, из-за чего становится огромным 120-метровым титаном. Убит Хисторией в округе Орвуд.
Сэйю: Юсаку Яра

#### Ури Рэйсс
- Ури Рэйсс (яп. ウーリ・レイス У:ри Рэйсу)

Родной брат Рода, который принял на себя силу «королевского титана». Из-за этого его мировоззрение целиком и полностью поменялось. После 13 лет передал силу своей племяннице и впоследствии умер.
Сэйю: Тосио Фурукава

#### Фрида Рэйсс
- Фрида Рэйсс (яп. フリーダ・レイス Фури:да Рэйсу)

Старшая дочь Рода и единокровная сестра Хистории. Стала носительницей «королевского титана» после того, как поглотила своего дядю Ури. Единственная, кто общался с Хисторией. Знала всю правду этого мира, из-за чего у неё были частые смены настроения. Убита Гришей в часовне вместе со своими братьями, сёстрами и матерью.
Сэйю: Ёко Хикаса

#### Кенни Аккерман
- Кенни «Потрошитель» Аккерман (яп. ケニー・アッカーマン Кэни: Акка:ман)

Легендарный убийца, который после раскрытия правды рода Аккерман решил преследовать род Рэйсс. Предан Ури, который принял его. Родной дядя Леви, который после смерти сестры занимался его воспитанием. Именно он убил родную мать Хистории, а также многих из разведывательного отряда. Пытался освободить Эрена в часовне, чтобы он боролся с Хисторией за право быть титаном. Именно там получает смертельные ранения и погибает, отдав Леви сыворотку титанов.
Сэйю: Кадзухиро Ямадзи

#### Флок Форстер
- Флок Форстер (яп.フロック・フォルスター Фурокку Форусута:)

Молодой солдат разведывательного отряда. Единственный, кто выжил после каменного шквала Звероподобного титана. Считал, что правильным решением было бы вколоть сыворотку Эрвину, а не Армину. Спустя четыре года стал сторонником возрождения Эльдии, из-за чего перешёл на сторону Эрена и Зика, предав при этом разведотряд и своих товарищей с Парадиза. Правая рука Эрена и лидер повстанческой фракции "Йегеристов". Был убит Микасой.
Сэйю: Кэнсё Оно

#### Карла Йегер
- Карла Йегер (яп.カルラ・イェーガー Каур:ла Е:га)

Мать Эрена и приёмная мать Микасы, а также вторая жена Гриши Йегера. Во время падения стены Мария, была убита и съедена «улыбающимся титаном» на глазах у Эрена и Микасы. В конце истории выясняется, что именно Эрен направил титана Дины к своей матери.
Сэйю: Ёсино Такамори

#### Гриша Йегер
- Гриша Йегер (яп. グリシャ・イェーガ Гурися Е:га)

Отец Эрена и Зика. Родился в Марлийском городе, Либерио. В детстве повёл свою сестру Фэй смотреть на дирижабль, после чего она была растерзана собаками и убита офицером Марлии. В 18 лет юноша наследует клинику своего отца, и при осмотре г-на Грайса замечает на его плече крест. При последующих расспросах Гриша узнает, что это — знак «патриота» — отличительный знак Элдийских революционеров. Грайс вербует молодого Йегера в организацию «Возрождение Элдии». Узнав правду о гибели сестры, Гриша поклялся «Показать миру, кто есть дьявол на самом деле» и присоединился к мятежникам. Его первой женой стала Дина Фриц, у них родился сын Зик, которого они отправили стать солдатом Марлии и потом возродить Элдию. Однако Зик не разделял их методы, посчитав организацию Гриши кучкой идиотов и решил сдать родителей, дабы получить доверие Марлии. Всех его членов превращают в неразумных титанов, а также его жену Дину. На стене Парадиза Гриша знакомится с Филином (Эреном Крюгером) — анонимным куратором его бывшей организации, он узнаёт о Координате и получает силу Атакующего титана. Эрен Крюгер дает миссию проникнуть за стены и вернуть титана Прародителя. После он приходит к стене Мария, где Гришу находит Шайдис во время вылазки разведотряда. Гриша начал строить новую жизнь в Шиганшине. Он встретил Карлу, будущую мать Эрена, которая стала его второй женой. После падения стены Мария Гриша убил Фриду Рейс и почти всю королевскую семью и завладел силой Титана-Прародителя. Сделал Эрена титаном, а тот съел самого Гришу, тем самым получив силу Атакующего титана и Титана-прародителя вместе с Координатой.
Сэйю: Хироси Цутида

#### Дина Фриц
- Дина Фриц (яп. ダイナ・フリッツ Дайна Фуритцу)

Единственная представительница королевского рода за стенами, которая не смогла сбежать на остров Парадиз. Была членом движения за освобождение Элдии, а после стала женой Гриши, которая родила ему сына Зика. После предательства сына была сослана на остров Парадиз и превращена в «улыбающегося титана», которая потом съела мать Эрена, а позже и Ханнеса. Убита другими титанами после активации Эреном Координаты. В одной из книг в подвале была вложена фотография, на которой запечатлены Дина Фриц, Гриша Йегер и маленький Зик. Когда Эрен возвращается в Трост, он видит воспоминания отца и понимает, что Дина Фриц является Улыбающимся титаном. После всех событий, когда Эрен убит, Армин вспоминает разговор, который состоялся между ними в Неизведанных Землях. В нём Эрен рассказал, что это он в прошлом приказал Дине проигнорировать Бертольда и съесть свою мать Карлу. Последними её словами, сказанными Грише перед превращением, были: «Какую бы форму не приняла… я всегда буду искать тебя…».
Сэйю: Нодзоми Кисимото

### Марлия

#### Зик Йегер
- Зик Йегер (яп. ジーク・イェーガ Дзи:ку Е:га)

Единокровный брат Эрена, сын Гриши Йегера и Дины Фриц, обладатель силы Звероподобного титана. Наследник королевского рода, из-за чего может использовать «крик титана». Его титан покрыт густой шерстью и способен разговаривать. Будучи претендентом на силу титана в детстве, он сдаёт своих родителей, которые являлись организаторами группы по возрождению Элдии. Марлийское командование считает это проявлением верности Зика, но на самом деле «предатель» всё ещё хотел восстановления Элдии, но решил добиться этого путём получения доверия от Марли. В 850-м году Зик отправляется на Парадиз по приказу Марли, где он впервые представляется главным героям. Зик пробирается в деревню Конни, где превращает её жителей в титанов, создав имитацию падения стены Роза. Позже он приводит в ужас Майка своей способностью разговаривать и командовать титанами. Там Зик узнает об УПМ и поражается этой технологии, а беднягу Майка приказывает съесть. Через несколько часов он командует титанами при нападении на замок Утгард и кидает камень в башню, убив двух разведчиков. После этого Зик уходит в Сигансину. Через некоторое время он встречается с Райнером и Бертольдом, и вместе они готовят засаду в городе. Когда разведчики попадают в неё, Зик окружает их со спины и начинает швыряться камнями в деревню возле Сигансины. Разведкорпус скачет к нему на лошадях, дабы отвлечь его внимание, но Зик стирает солдат с лица Земли, также убив Марло и Эрвина. Но Звероподобный титан не замечает Леви, который убил всех титанов-охранников. Зик проигрывает бой с ним и оказывается на грани гибели. Но его спасает Пик в форме Титана-повозки. Зик Йегер чудом спасается с Райнером, оставив Бертольда, и возвращается в Марли. Спустя четыре года он получает письмо от Эрена и рассказывает ему о своем плане. Тот соглашается и во время битвы разведчиков и солдат Марли инсценирует свою гибель, а сам отправляется с Эреном и разведкорпусом на Парадиз. Там он якобы выказывает готовность принять свою гибель, будучи съеденным Хисторией или ее наследником. На самом деле планирует с помощью Эрена привести в действие свой собственный план «эвтаназии», согласно которому всех элдийцев ждёт бесплодие. Был поручен Леви, которого подорвал на громовом копье и подорвался сам. Выжил. В путях встречается с Эреном, который обманывает его и не намерен лишать элдийцев способности иметь детей. Путешествуя по воспоминаниям Гриши, Зик встречает отца, и тот просит его остановить Эрена. План Зика терпит крах, Имир Фриц отдает свои силы Эрену, и тот выпускает колоссальных титанов из стен, чтобы уничтожить враждебный острову мир. Погибает от рук Леви Аккермана во время битвы с Эреном Йегером (тем самым Леви сдерживает обещание, данное Эрвину Смиту).
Сэйю: Такэхито Коясу

#### Райнер Браун
- Райнер Браун (яп.ライナー・ブラウン Райна: Бураун)

Кадет 104-го корпуса, занявший второе место среди выпускников. После второго нападения Колоссального титана отправлен на линию фронта. Считается волевым человеком с твёрдым характером и отличной физической подготовкой, наиболее умело завоёвывает доверие своих товарищей, однако позже обнаруживаются серьёзные психические и эмоциональные проблемы, в связи с его действиями. Ввиду неспособности справиться с чувством вины, подавляет собственные воспоминания. Привязан к Бертольду и Хистории Рэйсс. Является Бронированным титаном. Был послан работать среди людей и получил задание найти титана Прародителя, а затем похитить Эрена Йегера. Райнер родом из государства за стеной под названием Марлия. Вместе с Бертольтом проламывает стену Мария. Внутри стен долго играет роль «солдата», но после битвы в Утгарде не выдерживает напряжения и решает «снять маску». Превращается в Бронированного титана и чуть не проигрывает Эрену в битве. Вместе с Бертольтом похищает его и пытается оторваться от разведкорпуса, однако ничего не выходит и Райнер отступает к Шиганшине. Там вместе со Звероподобным, Повозкой и Колоссальным они устраивают засаду для разведчиков. Однако Райнер проигрывает Эрену и чудом спасается от взрыва, перенеся своё сознание в нервную систему гиганта. Его спасают Зик и Пик, вместе они возвращаются в Марлию. Спустя четыре года Райнер участвует в войне с вражеской страной. После 9 лет миссии Райнер возвращается в Либерио к своей семье. Двоюродный брат Габи Браун. Райнер сын марлийца и элдийки (браки между ними строго запрещены). В результате он решил присоединиться к программе Воинов в надежде стать одним из Девяти Титанов, чтобы они с матерью стали почетными марлианцами и наконец-то смогли воссоединиться с отцом. Несмотря на то, что он был выбран кандидатом в воины, отец его не принял. После смерти Эрена Йегера в 854 году, лишился силы Бронированного титана. Исаяма заявил, что он разработал мускулистую внешность Райнера и «выдающуюся личность», чтобы у читателей сложилось впечатление, что Браун — человек, «предназначенный для великих дел».
Сэйю: Ёсимаса Хосоя

#### Бертольд Хувер
- Бертольд Хувер[8] (яп. ベルトルト・フーバー Бэруторуто Фу:ба:)

Кадет 104-го корпуса, занявший третье место среди выпускников. Молчаливый и необщительный. Считается способным, однако безынициативен. Практически не отходит от друга детства Райнера Брауна. Испытывает чувства к Анни Леонхарт. После обучения вступает в разведывательный отряд. Всегда спит в очень причудливых позах, из-за чего сокурсники иногда предсказывали по нему погоду. Один из главных антагонистов. Выясняется, что он является Колоссальным титаном. В 845 году его вместе с Райнером, Анни и Марселем отправили на остров Парадиз, чтобы заполучить силу титана Основателя для Марлии. Бертольд пробил внешние ворота Шиганшины в попытке выманить обладателя силы титана Основателя, однако последний так и не появился. После этого воины начали сбор информации о королевской семье внутри стен, а также вступили в Кадетский корпус, чтобы изучить врага изнутри. Спустя пять лет после падения Стены Мария Бертольт превращается в Колоссального титана за южными воротами Троста, чтобы вновь проделать разлом во вратах. Спустя месяц после инцидента у района Трост Браун и Хувер замечают Звероподобного титана. Поняв, что их главнокомандующий прибыл на остров, они решают действовать радикально, они трансформируются в титанов на глазах у бывших товарищей и силой забирают Эрена и Имир с собой. После неудачной миссии по захвату Эрена они бегут к руинам Шиганшины, где встречаются с Зиком. В битве за Шиганшину принимает облик Колоссального титана, однако в конечном итоге терпит поражение. В 850-м году съеден Армином, обратившимся в неразумного титана. Его отец умер так и не дождавшись сына с миссии. В путях Эрен обрёл воспоминания Бертольда, также в Путях Армин видит Бертольда и говорит ему, что он украл его жизнь. Армин просит его одолжить ему свою силу. Эрен воссоздал всех Колоссальных титанов в том числе и Бертольда, он смог взять под контроль своего титана и спас Анни от роя Титанов. Он поднимает Армина и Титанов (Крюгера, Гриши и Ксавьера), чтобы он уничтожил Титана Эрена.
Сэйю: Томохиса Хасидзумэ

#### Энни Леонхарт
- Анни Леонхарт (яп. アニ・レオンハート Ани Рэонха:то)

Кадет 104-го корпуса, занявшая четвёртое место среди выпускников. Вступает в военную полицию. Считается замкнутой, апатичной, не вкладывает никаких усилий, нейтрально относится к тренировкам и дисциплинам. Вместо этого сосредотачивается только на том, чтобы обеспечить себе службу в военной полиции для лёгкой жизни. Является Женской особью титана. Получила задание похитить Эрена, но провалилась и после того, как люди узнали о её сущности и окружили, заключила себя в большой кристалл, чтобы другие не сумели раздобыть информацию о титанах. Всегда сожалела и просила прощение у своих жертв. В 124-й главе манги кристалл Анни был разрушен, так как Эрен уничтожил стены и вместе с ними все затвердевания титанической природы. В 125-й главе встретила Хитч, которая решила не выдавать её и помочь бежать из города. Единственная ее мечта вернутся к отцу. В этой же главе выясняется, что Анни — внебрачная дочь гражданки Марли и её любовника-элдийца, а мистер Леонхарт — её приемный отец, человек со схожей судьбой. После смерти Эрена Йегера в 854 году, лишилась силы титана. В финале произведения состоит в отношениях с Армином Арлертом.
Сэйю: Ю Симамура

#### Имир
- Имир (яп. ユミル Юмиру)

Кадет 104-го корпуса. Является сложным персонажем, поначалу кажется эгоистичной, циничной и властной, нетерпимой к инакомыслию, однако также может быть весьма доброй, особенно к Кристе. Испытывает к ней любовные чувства. Следуя за ней, вступает в разведывательный отряд. Принимала участие в обороне Троста. Была сиротой, которую на улице Марлии подобрал священник и заставил играть роль прародительницы Имир. Именно он и дал ей имя. Спустя много лет их секту рассекретили, и всех её участников изгнали, обратив в титанов. Около 60-ти лет Имир прожила в теле неразумного титана. Однажды она столкнулась с Райнером, Бертольдом, Анни и Марселем направляющимися к стене Мария, с целью пробраться за неё. Так она съела Марселя и получила силу шифтера. Через некоторое время Имир вернула себе человеческий облик и сознание. Следующие два года она провела в стене Сина, наблюдая за человечеством, она выжила, выпрашивая деньги и еду. Там она подслушала разговор членов культа Стен и узнала о Хистории Рейсс. Интерес Имир к Хистории привёл её к зачислению в военные, Имир надеялась за счет своей помощи Хистории расплатиться за прошлые преступления. В форме титана её голова непропорционально большая, однако она считается очень маленькой, но это компенсирует её большая скорость. Позже стало известно, что Имир была скормлена Порко Гальярду.
Сэйю: Саки Фудзита

#### Марсель Гальярд
- Марсель Гальярд (яп. マルセル・ガリアード Марусэру Кариа:до)

Друг детства Райнера, Бертольта и Анни. Старший брат Порко. В 845 году его вместе с Райнером, Анни и Бертольтом отправили на остров Парадиз, чтобы заполучить силу титана Основателя для Марлии. Обладал силой Титана-Челюсти. Спасая Райнера был съеден Имир в облике неразумного титана.
Сэйю: Масамити Китада

#### Эрен Крюгер
- «Филин»/Эрен Крюгер (яп. マルセル・ガリアード Эрен Куру:га)

Шпион Эльдии, выдававший себя за марлийского солдата. Для единомышленников в Марли был известен как «Филин». Он присутствует на пытках Гриши Йегера со стороны органов общественной безопасности. Во время операции, он спокойно наблюдает, как людей превращают в титанов и сбрасывают со стен. Когда очередь доходит до Гриши, он толкает марлийского сержанта и раскрывает Грише то, что именно он является «Филином». Он передаёт Грише силу Атакующего титана. "Филин" отдает приказ проникнуть за стены, завести новую семью и вернуть титана Прародителя. Гриша назвал сына в его честь, Эрен Йегер в знак уважения к Крюгеру использовал его фамилию как псевдоним на время нахождения на территории Марлии.
Сэйю: Ясунори Мацумото

#### Кольт Грайс
- Кольт Грайс (яп. コルト・グライス Коруто Гурайсу)

Кандидат в Воины Марли. Брат Фалько. Самый старший среди кандидатов в Воины, является их лидером. Должен был унаследовать Звероподобного титана. Во время трансформации Фалько в неразумного титана Кольт обнял брата и моментально сгорел заживо.
Сэйю: Масая Мацукадзэ

#### Фалько Грайс
- Фалько Грайс (яп. ファルコ・グライス Фаруко Гурайсу)

Кандидат в Воины Марли. Младший брат Кольта. Один из кандидатов на получение силы Бронированного титана. По вине Николо в его организм попало вино со спинномозговой жидкостью Зика, после его крика превратился в неразумного титана и убил своего брата. В конце истории получает силу Титана-Челюсти, съедая Порко Гальярда. Его титан — единственный, который умеет летать. После смерти Эрена Йегера в 854 году, лишился силы титана.
Сэйю: Нацуки Ханаэ

#### Габи Браун
- Габи Браун (яп. ガビ・ブラウン Габи Бураун)

Кандидат в Воины Марли. Очень сильная и решительная, готовая рисковать своей жизнью. Двоюродная сестра Райнера. Одна из кандидатов на получение силы Бронированного титана. Убийца Саши Браус. Вся ее семья, а также и она сама превращаются в неразумных титанов в 138-й главе, но в следующей главе они вновь обретают человеческий облик. Габи воссоединяется со своими родителями, Райнером и Фалько. В 857-м году после битвы у крепости Сальта, Габи и Фалько стали опекунами Леви, который остался калекой после битвы. Она бывает несдержанной и вспыльчивой.
Сэйю: Аянэ Сакура

#### Пик Фингер
- Пик Фингер (яп. ピーク・フィンガー Пу:ку Финга:)

Элдийская военная, работающая на правительство Марли. Обладает силой Титана-Повозки. В битве за стену Мария спасла Зика от смерти. Её титан обладает высокой выносливостью и позволяет ей находиться в его форме длительное количество времени, а также обращаться практически бесконечное количество раз, по её словам, пока её не убьют. После смерти Эрена Йегера в 854 году, лишилась силы титана.
Сэйю: Манами Нумакура

#### Порко Гальярд
- Порко Гальярд (яп. ポルコ・ガリアード Поруко Кариа:до)

Эльдийский военный, работающий на правительство Марли. Брат погибшего Марселя. Получил силу Титана-Челюсти, съев Имир. Позволил Фалько Грайсу съесть себя и тем самым передал тому свою силу титана.
Сэйю: Тацухиса Судзуки

#### Тео Магат
- Тео Магат (яп. テオ・マガト Тэо Магато)

Командир Марлийской армии. Принимал участие в войне Марли против Средневосточного Альянса. Встал на сторону Эльдии после второй битвы за Сигансию, погиб во время схватки с йегеристами за Порт-Парадиз.
Сэйю: Дзиро Сайто

#### Вилли Тайбер
- Вилли Тайбер (яп. ヴィリー・タイバー Вири: Тайба:)

Является элдийским аристократом, а также главой семьи Тайбер, живущим в Марли. Его семья многие годы владеет Титаном-Молотобойцом. Был убит Эреном Йегером.
Сэйю: 	Кадзухико Иноуэ

#### Лара Тайбер
- Лара Тайбер (яп. ラーラ・タイバー Ра:ра Тайба:)

Младшая сестра Вилли Тайбера. Владела силой Титана Молотобойцом, пока не была съедена Эреном Йегером. В прологе Эрен на несколько секунд видит воспоминания Лары (красный мундир возле камина и детские игрушки).
Сэйю: Мамико Ното

#### Елена
- Елена (яп. イェレナ Иэрэна)

Союзница разведывательного отряда. Лидер антимарлийских добровольцев. Ранее входила в состав Первого разведывательного флота армии Марли, образованного после провальной операции на острове Парадис. Фанатично предана Зику.
Сэйю: Мицуки Сайга

#### Николо
- Николо (яп. ニコロ Никоро)

Марлийский повар, принявший участие в Первой разведывательной отправке армии. После того, как его взяли в плен, он начинает работать на острове Парадис в качестве повара для элдийских военных. На острове влюбляется в Сашу Браус. После смерти Эрена, остается жить на острове Парадиз.
Сэйю: Эйдзи Ханава

#### Оньянкопон
- Оньянкопон (яп. オニャンコポン Онянкопон)

Союзник разведывательного отряда. Доброволец антимарлийской фракции. Ранее входил в состав Первого разведывательного флота армии Марли, образованного после провальной операции на острове Парадис. Пилот дирижабля под командованием Ханджи Зоэ. После смерти Эрена ведет мирную жизнь у себя на родине.
Сэйю: Кодзи Хиватари

#### Имир Фриц
- Имир Фриц (яп. ユミル・フリッツ Юмиру Фуритцу)

Девушка, которая стала первым человеком, получившим силу титанов. 2000 лет назад на деревню Имир напали элдийцы, разграбили дома и поработили всех жителей, которым отрезали языки. Среди них оказалась и Имир. Она стала рабыней и наложницей короля Элдии, который злоупотреблял своей властью. Королю она родила трёх дочерей — Марию, Розу и Сину. Через тринадцать лет после обретения силы титанов Имир умерла во время покушения на короля. Она заслонила Фрица собой от копья, которое в него кинул один из пленных солдат. Осознав, что Имир погибла, Фриц заставил своих дочерей съесть труп их матери, чтобы сохранить силу титанов. Таким образом её силы разделились на то, что в конечном итоге стало известно как Девять Титанов. Она является основательницей рода Фриц, которому принадлежат 145-й Король Карл Фриц (после создания Стен на Парадизе стала известна как семья Рэйсс), Дина Фриц и её сын Зик Йегер.
Сэйю: Тиюки Миура

## Титаны
О титанах (яп. 巨人 кёдзин) известно немногое: они атакуют инстинктивно и пожирают людей, но не нуждаются в пище и могут выжить за счёт поглощения солнечного света. Наполнив людьми свой живот, титаны вырыгивают их в виде огромного шара. На животных титаны вообще не реагируют. Они имеют жёсткую кожу и способность к регенерации, поэтому могут быть убиты лишь путём нанесения глубокого разреза в зашеек. Этот факт заставил человечество придумать «устройство пространственного маневрирования» (яп. 立体機動装置 риттай кидо: со:ти, досл. «прибор для мобильного маневрирования в трёхмерном пространстве»), или сокращённо УПМ. При помощи него возможно быстро перемещаться в трёхмерном пространстве, цепляясь за объекты и выступы, что даёт возможность достигнуть слабого места титанов и с помощью особых клинков рассечь их шею. Применение устройства требует специальной физической подготовки, превосходного знания информации по его использованию и, что самое главное, равновесия.
Первый титан появилсся на Земле следующим образом: прародительница титанов Имир Фриц вступила в контакт с древним существом, которое дало ей силу титана. После этого она стала первым титаном. Самые маленькие имеют рост 3 метра, а крупнейший известный титан — титан-прародитель Эрена — около 650 метров в длину и 350 в высоту. Некоторые титаны очень похожи на людей, у некоторых голова или туловище могут быть непропорционально огромными. Известно, что титан не нуждается в еде или воде, чтобы выживать. Их главным источником энергии является солнце, в противном случае они впадают в спячку. Время, которое титан активен после того, как перестал получать солнечный свет, зависит от размера титана, чем он больше, тем дольше остаётся активным. Температура титана настолько высока, что при контакте с телом можно обжечься, и когда титанов ранят, из тела выходит пар. Несмотря на огромные размеры, вес титанов невероятно мал. Если отрезать у титана часть тела, то она быстро восстановится, однако если вырезать зашеек титана, то он умирает. Некоторые из людей, именуемые шифтерами, могут принимать титаническую форму (Эрен, Энни, Бертольд, Райнер, Имир, Армин, Фрида, Гриша, Зик, Пик, Порко, Марсель, Фалько и Лара). Их тела быстро регенерируют, выпуская пар. Однако простые титаны не воспринимают таких «людей», как титанов и пытаются их съесть, как и остальных. Для того, чтобы принять форму титана, им нужно ранить себя и сконцентрироваться на определённой цели. Само же тело оказывается в шее титана — как раз в уязвимой части. Долгое время было неизвестно, могут ли в шеях обычных титанов находиться люди или были ли они людьми в прошлом. Конни, увидев титана на разрушенном родном доме, отметил, что существо было поразительно похоже на его мать. В финальной арке подтверждается, что титаны являются людьми, а точнее - элдийцами, которые были отправлены на остров правительством Марли и там обращены в титанов, чтобы использовать их против местных жителей. Замечено, что титаны бывают как обычные, так и аномальные (непохожие по активности), они же способны прыгать за жертвой или бегать на всех 4 ногах как собака, чрезвычайно опасны из-за своей активности.

### Разумные титаны
Разумные титаны, или люди-титаны — люди, имеющие способность превращаться в титанов. Человек может стать обладателем формы разумного титана, если, будучи обращённым в «чистого» (неразумного) титана, съест предыдущего обладателя данной формы. Если обладатель титана после смерти не был съеден чистым титаном, то его титан через Пути передаётся родившимуся в момент его смерти элдийцу в любой точке мира. Чтобы превратиться в разумного титана, его обладатель должен любым способом ранить себя и сконцентрироваться на определённой цели. С момента обращения в разумного титана человеку остаётся жить всего 13 лет. Существует 9 разновидностей разумных титанов:

#### Колоссальный Титан
Колоссальный титан (яп. 超大型巨人 Тё: о:гата кёдзин) — титан, обладающий исполинскими размерами (60 метров) и способностью испускать из своего тела мощные потоки горячего пара, буквально варящего противника заживо. При трансформации высвобождает гигантский объём энергии, создавая мощный взрыв, сметающий всё вокруг. В настоящее время колоссальным титаном владеет Армин Арлерт, ранее им владел Бертольт Хувер.

#### Бронированный Титан
Бронированный титан (яп. 鎧の巨人 Ёрои но кёдзин) — титан, обладающий крепкой бронёй почти по всему телу, не дающей противнику причинить ему серьёзный вред. Способен сбрасывать броню на участках тела для более высокой скорости передвижения. Имеет высокую ударную силу — он смог пробить своим телом тяжёлые ворота в Сигансине. В настоящее время бронированным титаном владеет Райнер Браун.

#### Атакующий Титан
Атакующий титан (яп. 進撃の巨人 Сингэки но кёдзин) — титан, обладающий повышенными физической силой и регенерацией, способностью к укреплению кожи и возможностью видеть события будущего и прошлого. Способен контактировать с прошлыми владельцами атакующего титана. Отличается свободолюбивым нравом и нестабильной психической природой. Может создавать барьеры и оболочки из сверхкрепкого титанического кристалла. В настоящее время атакующим титаном владеет Эрен Йегер, ранее им владели Гриша Йегер и Эрен Крюгер.

#### Женская особь
Женская особь (яп. 女型の巨人 Мэгата но кёдзин) — титан, обладающий женским телом, повышенной скоростью, боевыми характеристиками и способностью призывать к себе неразумных титанов поблизости (но не управлять ими). Имеет способность к укреплению кожи. В настоящее время женской особью является Энни Леонхардт.

#### Звероподобный Титан
Звероподобный титан (яп. 獣の巨人 Кэмоно но кёдзин) — титан, имеющий облик животного. Может подчинять своей воле неразумных титанов, способен вести меткую стрельбу по противнику при помощи бросков различных предметов. В одиночку и без особых усилий уничтожил целый полк разведчиков во главе с Эрвином Смитом во время битвы за Сигансину. Имеет способность в огромных количествах создавать криком  неразумных титанов из людей, контактировавших с его спинномозговой жидкостью. Владеет человеческой речью. До момента своей гибели от рук Леви Аккермана звероподобным титаном владел Зик Йегер, ранее он принадлежал Тому Ксавьеру.

#### Зубастый Титан
Челюстной титан (яп. 顎の巨人 Агито но кёдзин), встречаются перевод «титан-челюсть» — титан, обладающий повышенными показателями скорости и ловкости, а также мощными двойными атакующими челюстями. Иногда может иметь крылья или владеть человеческой речью. В настоящее время Челюстным титаном владеет Фалько Грайс, ранее он принадлежал Порко Гальярду, Имир и Марселю Гальярду.

#### Титан перевозчик
Транспортный титан (яп. 車力の巨人 Сярики но кёдзин), встречается перевод «титан-перевозчик» — Титан, передвигающийся на 4-х конечностях, имеет крайне высокие показатели выносливости, способен быть в форме титана до нескольких месяцев, может атаковать в бою при помощи своих вытянутых челюстей. В сочетании с переносным пулемётным дотом, устанавливаемым на его спине, он становится грозной боевой единицей. Владеет человеческой речью. В настоящее время транспортным титаном владеет Пик Фингер.

#### Титан-молотоборец
Титан-молотоборец (яп. 戦鎚の巨人 Сэнцуи но кёдзин), также «титан-молот» — титан, имеющий непробиваемую защиту и способность создавать любое оружие из сверхпрочного титанического кристалла. Его защиту может пробить только зубастый титан. Носитель формы в бою также заключён в непробиваемую оболочку, спрятанную от врага. При этом титан обладает крайне низкими показателями выносливости и довольно быстро может быть побеждён в бою на истощение. Владеет человеческой речью. В настоящее время титаном-молотоборцем является Эрен Йегер, ранее он принадлежал госпоже Ларе Тайбер и членам её семьи.

#### Титан-прародитель
Титан-прародитель (яп. 始祖の巨人 Сисо но кёдзин), также «титан-основатель» — самый главный и самый могущественный из 9 разумных титанов. Может повелевать сознанием живых существ, в том числе и других разумных титанов. При помощи его сил были возведены стены Мария, Роза и Сина, а также стёрта память населения Эльдии. Обладатель формы прародителя имеет контроль над «Дрожью Земли», способной уничтожить всё человечество за пределами стен. Также может изменять тела элдийцев и в момент доносить для них информацию. Для того, чтобы воспользоваться силой данного титана, носитель должен принадлежать королевской семье или же вступить в физический контакт с её представителем. В настоящее время титаном-прародителем является Эрен Йегер, ранее им владели Имир Фриц, Карл Фриц, члены королевской семьи Рейсс (Ури и Фрида), Гриша Йегер. Эрен применил форму прародителя и «Дрожь Земли» в финальной битве против объединённых сил Элдии и Марлии, убив при этом миллионы мирных жителей и разрушив несколько государств.